# Gerda (gruppo musicale)
I Gerda sono un gruppo musicale Italiano noise rock.

## Storia del gruppo
I Gerda nascono a Jesi nel 2000, anche se suonano insieme dal 1997 . Di li a breve compongono il loro primo mini album autoprodotto. È del 2005 il loro primo album dal titolo omonimo che vede la produzione di numerose etichette, fra cui la Wallace Records, che in seguito produrrà gran parte dei loro dischi.
Nel 2007 esce Cosa Dico Quando Non Parlo, pubblicato sia su CD che su LP.
È del 2009 il loro Gerda 2 prodotto sempre dalla solita Wallace Records, assieme all'etichetta jesina Bloody Sound Fucktory.
Nel 2012 i Gerda pubblicano uno split album assieme ai Dead Like Me, dal titolo Me And Gerda Are Both Dead Like You.

## Produzioni

### Album
- 2005 - Gerda 1 (CD, Wallace Records, Shove Records, Donnabavosa)
- 2007 - Cosa dico quando non parlo (CD, Donnabavosa, Wallace Records, Shove Records, Sons Of Vesta, Concubine Records)
- 2009 - Gerda 2 (LP + CD, Bloody Sound Fucktory, The Fucking Clinica, Shove Records, Wallace Records)
- 2014 - Your Sister! (LP + CD, Wallace Records)
- 2018 - Black Queer (LP, Bloody Sound Fucktory, Wallace Records)

### Split album
- 2012 - Me and Gerda are Both Dead Like You (LP, assieme ai Dead Like Me - Wallace Records, Prototype Records, The Left Hand, Swarm Of Nails, Shove Records, Not A Pub)
- 2017 - Volumorama #4 (7", assieme ai Lleroy - Bloodysoundfucktory)
- 2017 -  Karaoke (12", assieme ai MoE - Bloodysoundfucktory) - Wallace Records, Shove Records, Icore Produzioni

### Compilation
- 2008 - Wallace Records CDpRomo - con il brano Pistello (CD, Wallace Records)